# Marjorie Matthews
Marjorie Swank Matthews (* 11. Juli 1916 in Onaway, Michigan; † 30. Juni 1986 in Grand Rapids) war die erste Bischöfin der evangelisch-methodistischen Kirche und die weltweit erste Bischöfin einer großen protestantischen Konfession.
Marjorie Matthews’ Eltern waren Jesse Alonzo Swank und Charlotte Mae geb. Chapman. In der Great Depression war für sie nicht an einen College-Besuch zu denken; stattdessen machte Matthews eine Ausbildung als Sekretärin und heiratete 1938. Das Ehepaar hatte einen Sohn. Da ihr Mann beim Militär war, mussten sie häufig umziehen. 1946 wurde die Ehe geschieden. Matthews, nun alleinerziehende Mutter, arbeitete als Chefsekretärin in der Lobdell-Emery Manufacturing Company (einem Autozulieferer) in Elma, Michigan. Mit 47 Jahren entschied sie sich für ein Studium der Theologie. Zwei Jahre später wurde sie ordiniert. Nachdem sie das Grundstudium an der Central Michigan University 51-jährig mit summa cum laude abgeschlossen hatte, besuchte sie die Colgate-Rochester Divinity School, wo sie 1972 den Bachelor-Grad erwarb, und promovierte 1976 an der University of Florida. Während des gesamten Studiums arbeitete sie als Pastorin in wechselnden methodistischen Gemeinden in den Staaten Michigan, New York und Florida. Bischof Dwight Loder wurde auf ihre besondere Begabung aufmerksam. Nach Abschluss des Studiums erhielt sie eine Stelle als District Superintendent.
Am 17. Juli 1980 wählte die North-Central-Regionalkonferenz der methodistischen Kirche (UMC) bei ihrer Tagung in Dayton Marjorie Matthews zur Bischöfin. Matthews war turnusmäßig vier Jahre Bischöfin der Wisconsin Episcopal Area und ging 1984 in den Ruhestand. Zwei Jahre später verstarb sie 69-jährig.